# Ewa Björling
Ewa Helena Björling (ur. 3 maja 1961 w Ekerö) – szwedzka polityk, parlamentarzystka, lekarz dentystka i wirusolog, od 2007 do 2014 minister handlu zagranicznego.

## Życiorys
Ukończyła w 1987 studia w Instytucie Karolinska. Specjalizowała się w zakresie stomatologii. W 1988 uzyskała uprawnienia zawodowe, pięć lat później obroniła doktorat z medycyny. W 1999 została profesorem na swojej macierzystej uczelni.
Od 1999 do 2006 zasiadała w egzekutywie gminy Ekerö. W 2002 i 2006 z listy Umiarkowanej Partii Koalicyjnej uzyskiwała mandat posłanki do Riksdagu. W latach 2003–2007 wchodziła w skład władz agencji Sida (Styrelsen för Internationellt Utvecklingssamarbete), zajmującej się koordynacją państwowej pomocy dla krajów rozwijających się. W 2007 została powołana na urząd ministra handlu zagranicznego w Ministerstwie Spraw Zagranicznych w rządzie Fredrika Reinfeldta. Utrzymała to stanowisko także po wyborach w 2010, w których również uzyskała reelekcję do Riksdagu. Zakończyła urzędowanie w 2014, uzyskując mandat poselski na kolejną kadencję, z którego jednak wkrótce zrezygnowała.